# Nicole Guiraud

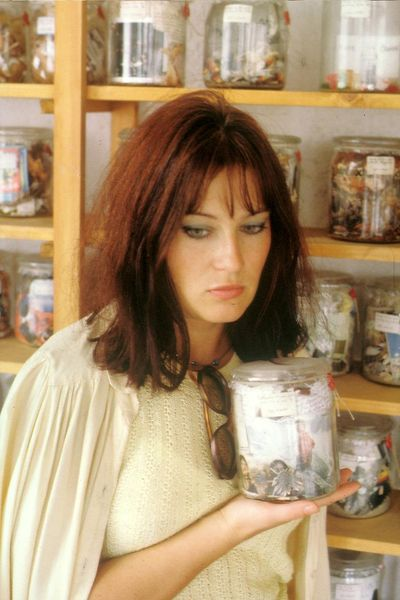
Nicole Guiraud vor ihrem Projekt Werden I

Nicole Guiraud (* 24. April 1946 in Algier, Französisch-Nordafrika, heute Algerien) ist eine Pied-Noir-Künstlerin. Im Jahr 1956 wurde sie als Kind bei einem Terroranschlag in Algier schwer verletzt. Sie verarbeitet diese traumatische Erfahrung u. a. in ihren künstlerischen Werken. Ihr Werk besteht hauptsächlich aus Malerei und Installationen, die in Frankreich und Deutschland ausgestellt wurden.

## Leben
Guirauds Vorfahren waren Algerienfranzosen, d. h. Europäer, die sich seit dem Beginn der Eroberung Algeriens durch Frankreich in dem nordafrikanischen Land niedergelassen hatten, das seit 1881 französisches Staatsgebiet war. Ihre Familie war bereits in der fünften Generation in Algerien ansässig. Guiraud wuchs mit ihrer Schwester Michelle in Algier auf. Ihre Mutter hatte einen Friseursalon im Einkaufszentrum des „Aérohabitat“, einer Wohnanlage in Algier. Die Familie verbrachte regelmäßig die Wochenenden in ihrem Ferienhäuschen in Boumerdès (früherer Name: Rocher Noir), Provinz Boumerdes, am Meer.

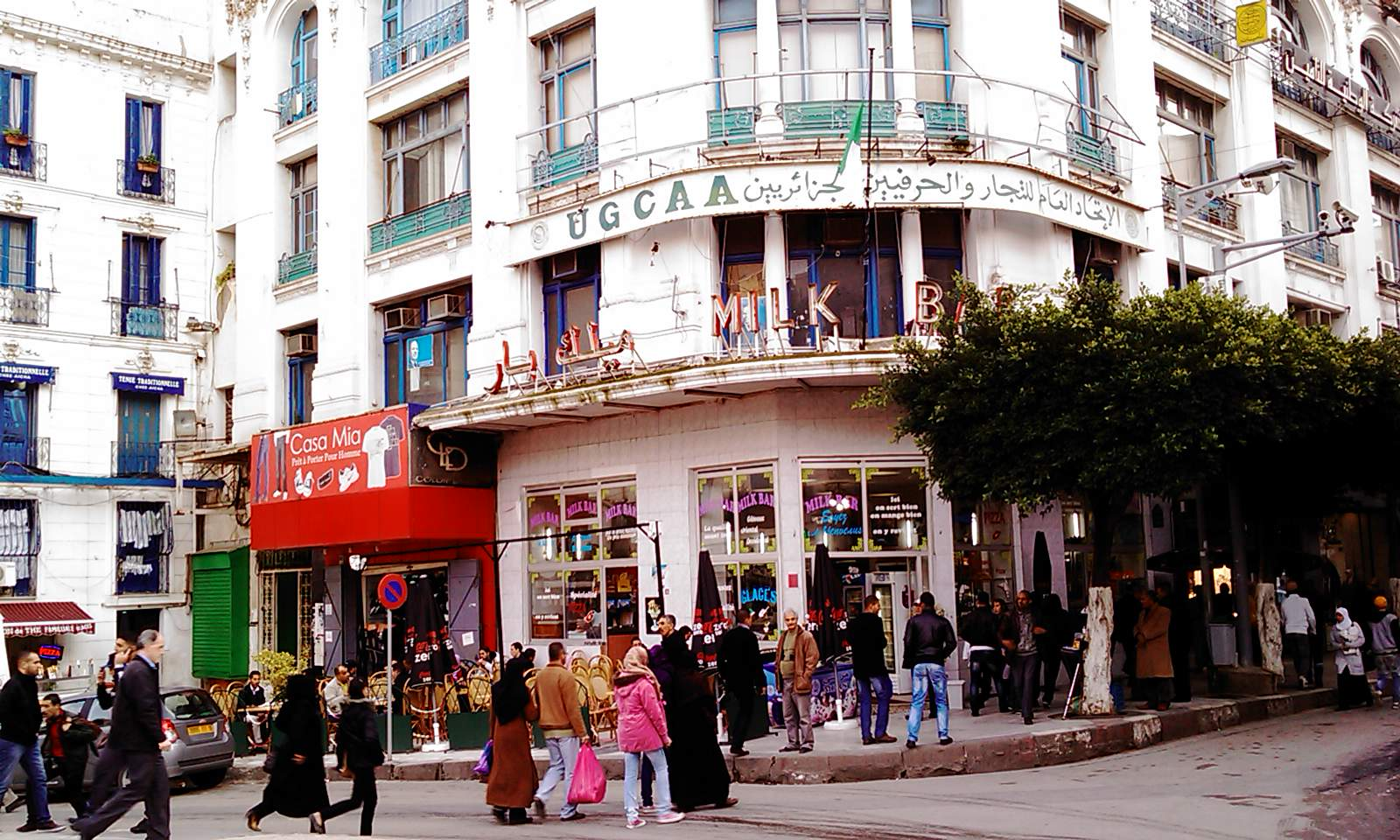
Die Milk Bar, 2011

Am 30. September 1956 war Nicole Guiraud während des Algerienkriegs eines der Opfer des Terroranschlags der Nationalen Befreiungsfront (FLN „Front de Libération Nationale“) auf die „Milk Bar“, eine Eisdiele und Café im Stadtzentrum von Algier. Die Jurastudentin und spätere algerische Politikerin Zohra Drif Bitat hatte dort eine Bombe platziert. Drei Menschen wurden bei der Explosion getötet und Dutzende weitere, darunter viele Kinder, schwer verletzt. Die „Milk Bar“ war ein beliebter Treffpunkt für junge Pieds-Noirs, französischstämmige Algerier, die im Algerienkrieg oft Ziel von Angriffen waren. Guiraud schrieb: „Ich wurde fast in zwei Hälften geschnitten, ich habe einen Arm verloren, ich bin ein Krüppel. Ich war gerade zehn Jahre alt geworden.“ Durch die Bombensplitter wurde ihr linker Arm oberhalb des Ellbogengelenks abgetrennt und sie trug Verletzungen an der Taille davon. Sie musste mehrere Wochen im Krankenhaus verbringen und sich in der Folge noch weiteren Operationen unterziehen. Ihr Vater erlitt eine schwere Beinverletzung und wurde durch die Explosion taub.
Guiraud besuchte zu dieser Zeit das Lycée Delacroix im Stadtzentrum von Algier, ab 1958 das Lycée Fromentin, eine Mädchenschule oberhalb der Stadt. Außerdem belegte sie ab 1961 donnerstags, dem schulfreien Tag in Algerien, Kurse an der Schule der schönen Künste, die allen Interessierten ab dem Alter von zwölf Jahren kostenlos offenstand. Ab Ende April 1962 konnte sie den Kunstunterricht nicht mehr fortsetzen, da die Schule wegen der Attentate, Schießereien und Überfälle in den Straßen von Algier schloss, besuchte aber weiterhin das Lycée Fromentin, bis auch diese Einrichtung Mitte Mai geschlossen wurde. In dieser Zeit versuchten Zehntausende Algerienfranzosen aus dem Land zu flüchten. Nach Ende des Algerienkriegs und der Ausrufung der Unabhängigkeit Algeriens gelang es Guirauds Mutter für den 19. Juni 1962 die Ausreise beider Töchter in einem vollbesetzten Flugzeug nach Frankreich zu organisieren, während sie selbst zunächst in Algier blieb.
Guiraud studierte von 1967 bis 1972 an der Ecole des Beaux-Arts de Montpellier. 1973 emigrierte sie nach Deutschland, arbeitete in Frankfurt am Main als Zeichnerin im Deutschen Archäologischen Institut und als freischaffende Künstlerin. Guiraud machte die Bekanntschaft von Vollrad Kutscher und Boris Nieslony, mit denen sie in der Folge teils zusammenarbeitete. Sie war Mitbegründerin der Performancegruppe „Black Market International“ 1985, die ursprünglich sieben Künstler umfasste, „Art Service Association“ (ASA) für Performer und Theoretiker 1986 sowie der Internationalen Kunstkooperation „inter.art Frankfurt“ 1996. Sie lebte abwechselnd in Frankfurt am Main und Montpellier, bis sie sich 2016 dauerhaft in Montpellier niederließ.

### Gesellschaftliches Engagement
Nicole Guiraud engagierte sich für die politische Aufarbeitung und Anerkennung von mehreren Massakern, die während des Algerienkriegs verübt und später vergessen wurden. Sie protestierte öffentlichkeitswirksam gegen den Film Les Porteuses de feu (2008), den der französische Fernsehsender France 3 finanzierte und ausstrahlte, da er die algerischen Terroristinnen glorifiziere und weder die Opfer der Anschläge erwähne noch ihre Sicht der Dinge zeige. Guiraud scheiterte mit ihrer Klage, jedoch erlangte der Fall große Verbreitung in den sozialen Medien und machte auf die unterschiedliche Behandlung von Tätern und Opfern in Algerien aufmerksam.
Im Jahr 2013 veröffentlichte Guiraud ihr Tagebuch Algérie 1962: Journal de l'Apocalypse (Algerien 1962: Tagebuch der Apokalypse), das die Ereignisse der letzten Tage des Krieges darstellt. Das Buch enthält Fotos aus ihrem Original-Tagebuch, persönliche Fotos mit ihrem Vater und anderen Betroffenen sowie einige ihrer Kunstwerke. 2018 erschien der Gedichtband Deux enfants dans la guerre (Zwei Kinder im Krieg) von Gérard Cortés Crespo, für den sie die Illustrationen schuf. Guiraud hat in Dokumentarfilmen und soziologischen Studien über die Pied-Noir-Gemeinschaft Zeugnis abgelegt. Seit einigen Jahren engagiert sie sich bei „D’Algérie-Djezar“.

## Werk

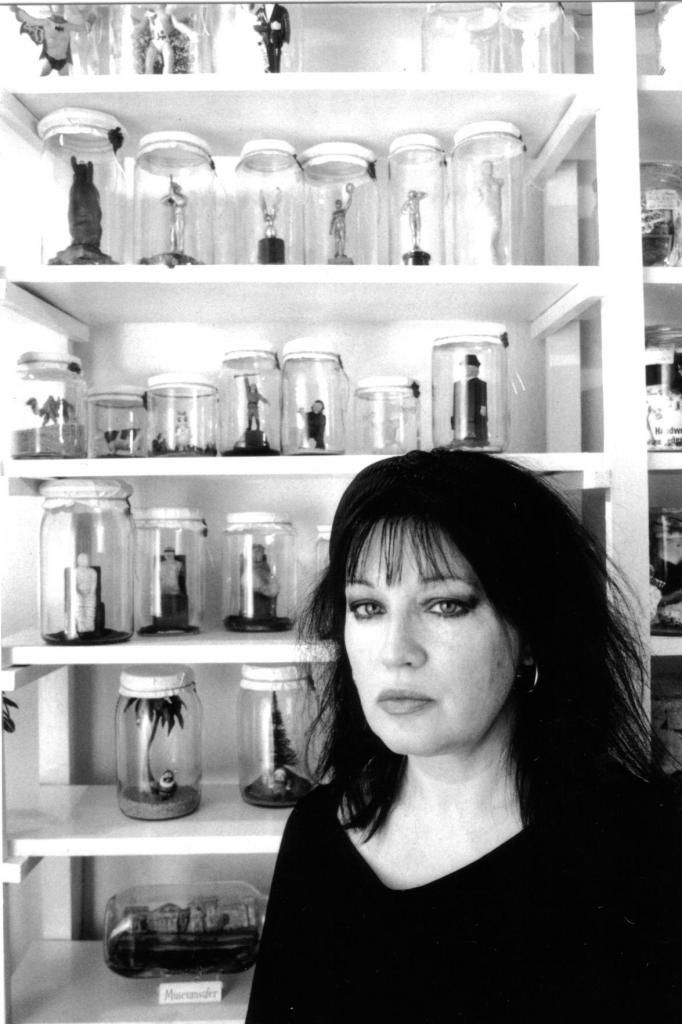
Nicole Guiraud, 1993

Die künstlerischen Werke von Nicole Guiraud beschäftigen sich mit der Verarbeitung persönlicher und kollektiver Kriegstraumata. Sie zeigen eine Kombination aus friedlichen Landschaften und Darstellungen von Gewalt an Körpern, die sowohl auf Fotografien als auch in der Fantasie der Künstlerin basieren. Ihre Gemälde und Installationen geben Einblick in die Erfahrungen des Exils und Traumata der Pieds-Noirs, indem sie Material aus dieser Zeit, wie Fotos, verwenden und versuchen, eine historische Auseinandersetzung mit den Ereignissen in der Gegenwart herzustellen.
Guiraud gestaltet „konzeptuelle Objekte und Installationen aus Erinnerungsstücken, Tonfiguren, Bild- und Schriftzitaten, Zeichnungen, Collagen, Assemblagen sowie ‚objets trouvés‘ (gefundene Objekte), die sich auf ironisch-kritische Weise mit Themen wie Exil, Heimatlosigkeit, Verlust der Identität in der Fremde und Überwindung kultureller Grenzen auseinandersetzen. Die in der stilistischen Tradition der Spurensicherung konzipierten Arbeiten werden häufig in Einmachgläsern oder Vitrinen gesammelt und präsentiert.“ Zu ihren Werken gehören folgende Arbeitszyklen:
- Die Welt im Einmachglas. Tonfigurenserie
- Privatmuseum. 1978–1999. Zyklus von fünf Vitrinen über die Vergänglichkeit menschlicher Existenz, Krieg und Gewalt, Exil, Hoffnung
- Werden I. 1980. Installation mit 117 Einmachgläsern über die durch Krieg und Exil in Frage gestellte Identität
- Werden II. 1990. Fortsetzung des plastischen Tagebuchs Werden I.
- Werden III. 2000. Fortsetzung des plastischen Tagebuchs Werden I+II.
- Der Koffer/La valise à la mer. 1991, Bodeninstallation mit verschiedenen Fundstücken[12]
- Flaschenpost. 1992, 1995, 2000, 2009. Serie von jeweils zwölf Objekten. Dem Jahresverlauf folgende, tagebuchartige Collagen in Flaschen oder Einmachgläsern[7][8]

Begleitend zur Bodeninstallation Der Koffer/La valise à la mer aus dem Jahr 1991 entstand ein 14-minütiger Kurz-Dokumentarfilm (Regie: Dieter Reifarth, Bert Schmidt. Darstellerin: Nicole Guiraud. Strandfilm, Frankfurt am Main, Deutschland 1991). Die Deutsche Film- und Medienbewertung (FBW) vergab 1991 das Prädikat „besonders wertvoll“. Der Film lief auf mehreren Festivals und wurde mehrfach ausgezeichnet, unter anderem 1992 mit dem „Großen Preis der Stadt Oberhausen“ bei den Internationalen Kurzfilmtagen Oberhausen und dem 2. Preis im internationalen Kurzfilmwettbewerb beim Torino Film Festival 1992. Guirauds Werke befinden sich in zahlreichen öffentlich zugänglichen Orten und Sammlungen. Unter anderem befindet sich das aus 117 Einmachgläsern mit Erinnerungsstücken bestehende Werk Werden I aus dem Jahr 1980 seit 2013 in der Sammlung Prinzhorn und ist in der Dauerausstellung zu sehen.

Gläser aus verschiedenen Werkzyklen
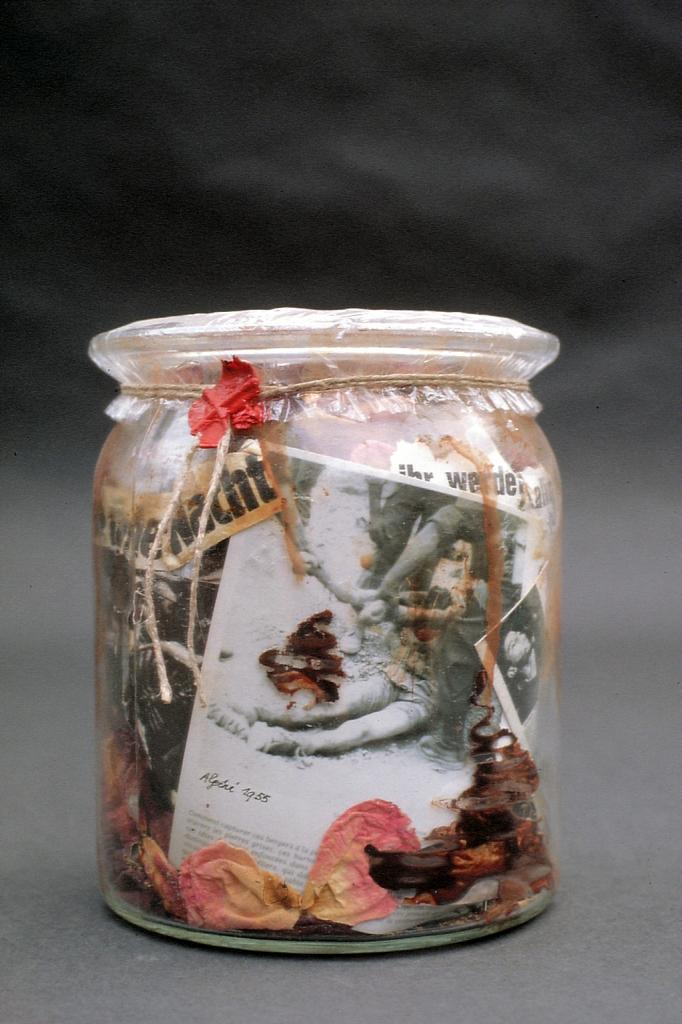
Archives
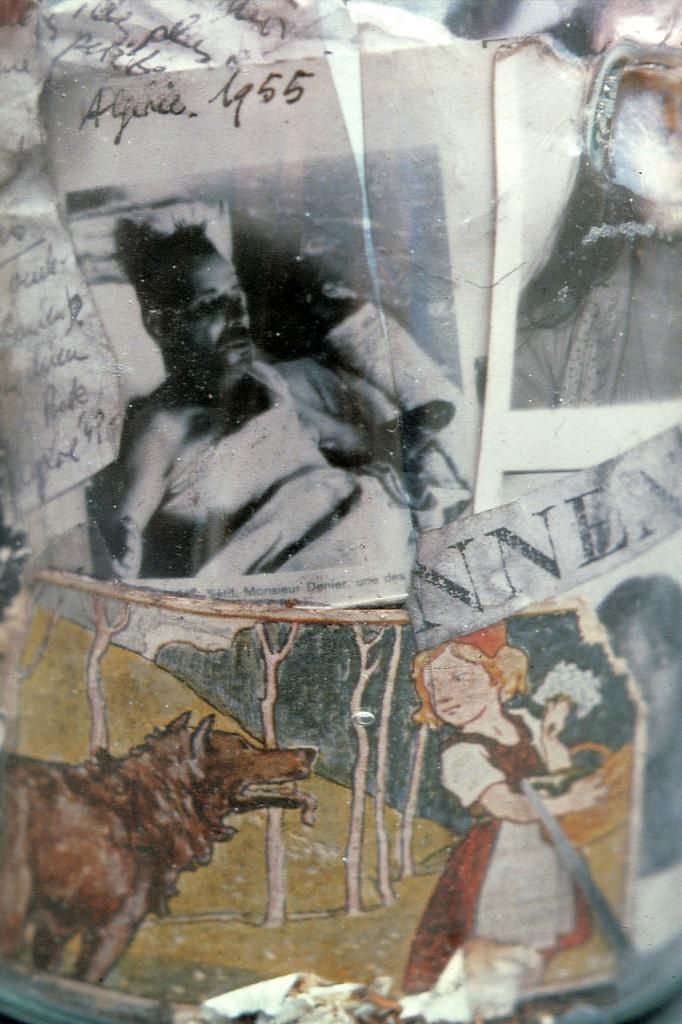
Archives
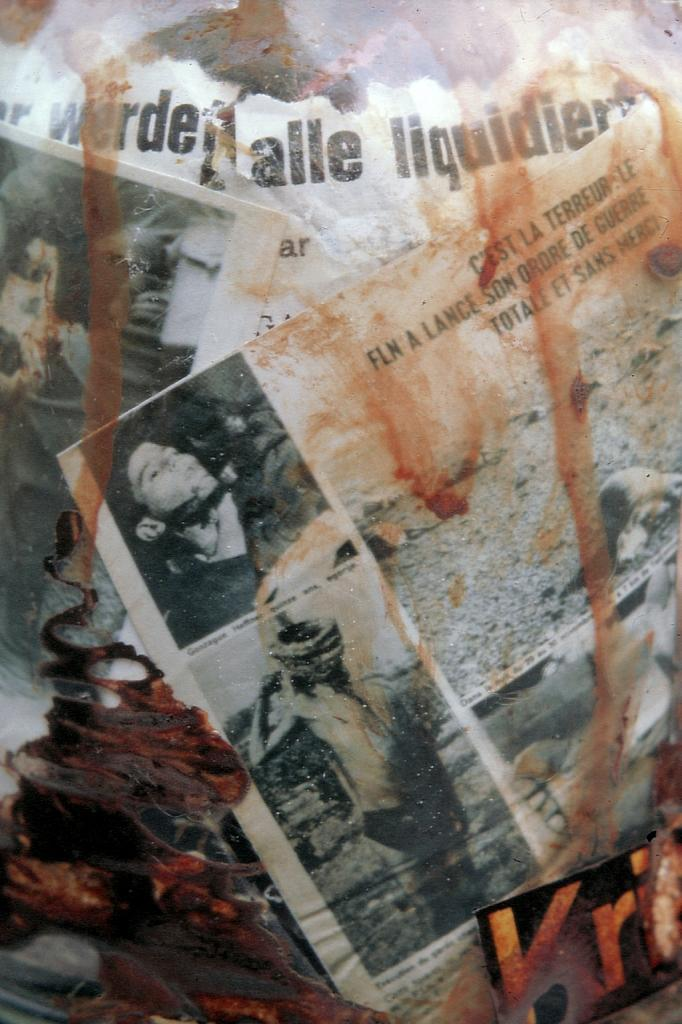
Archives
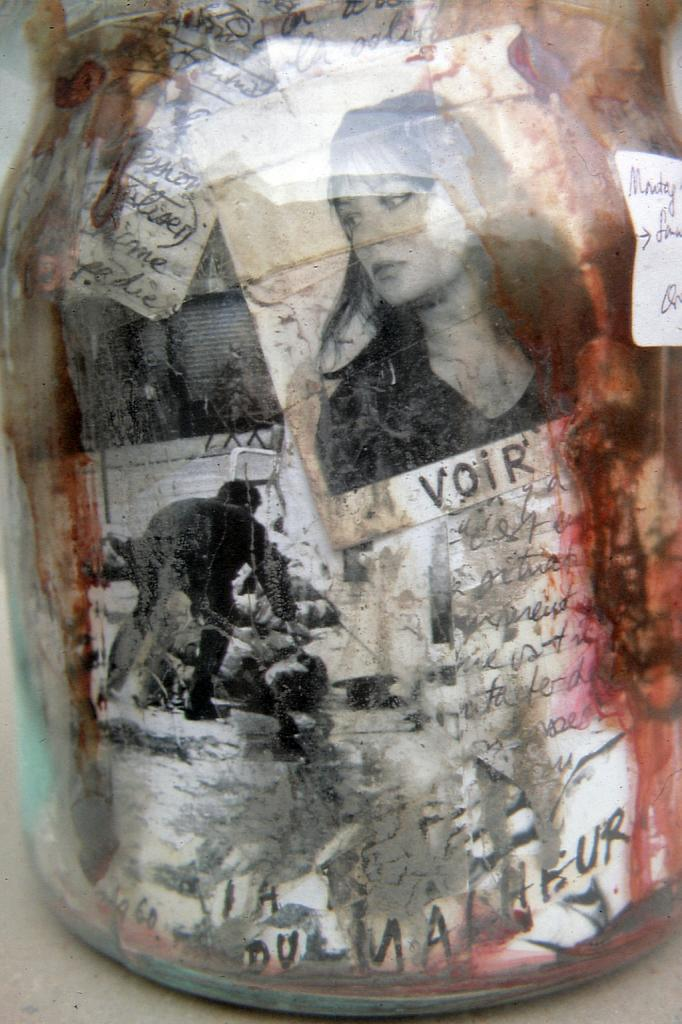
Archives
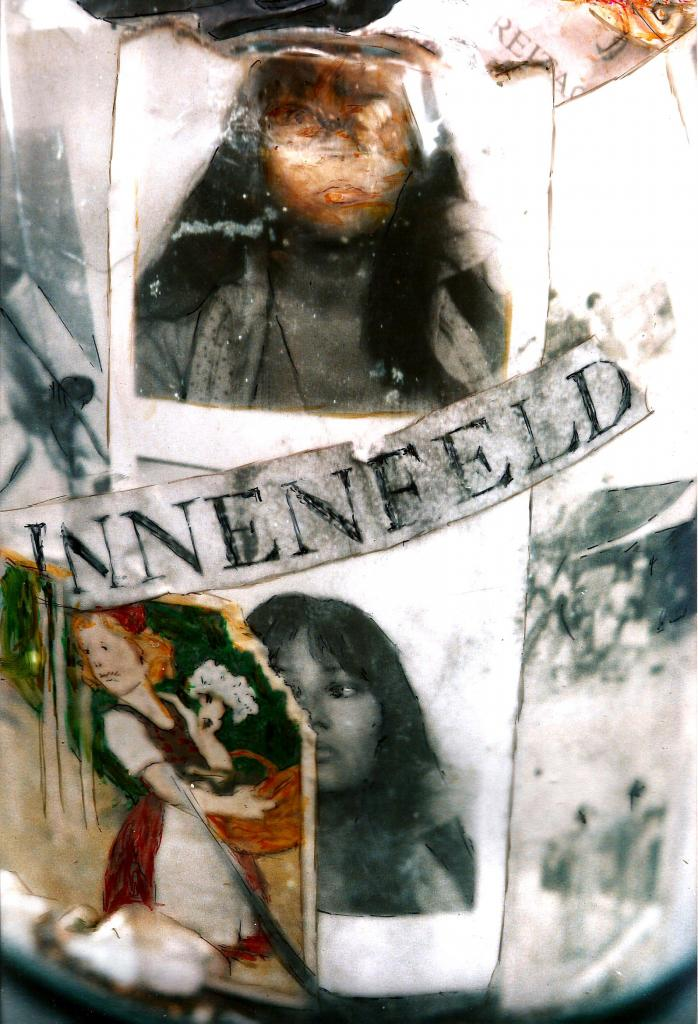
Innenfeld
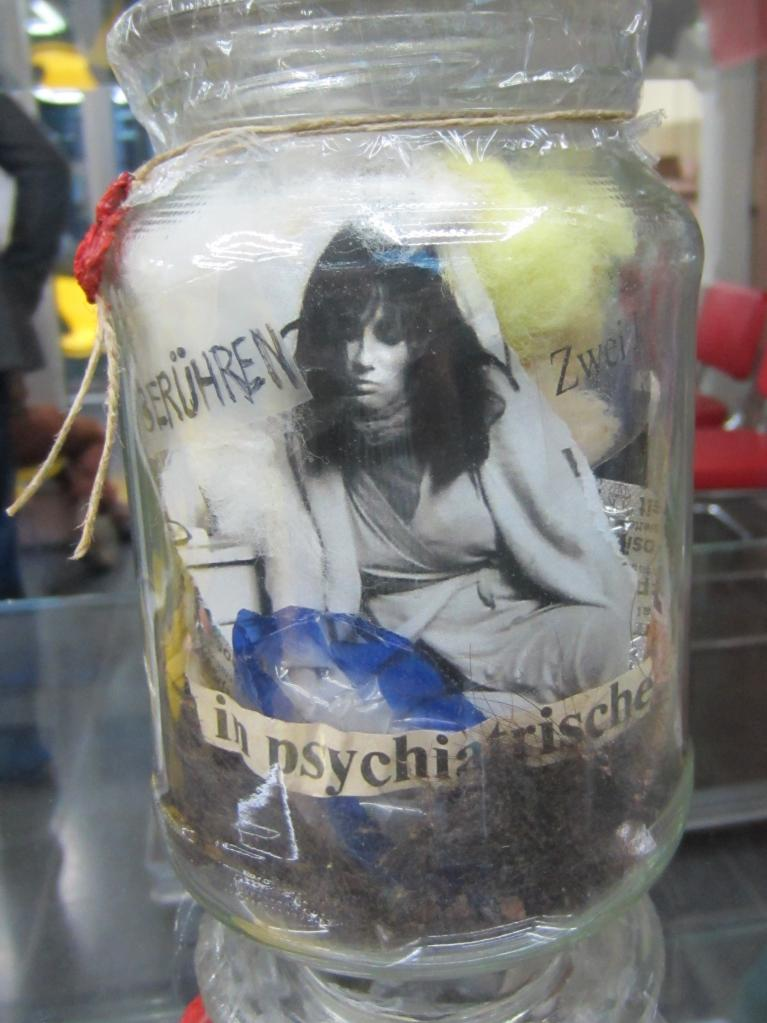
Berühren
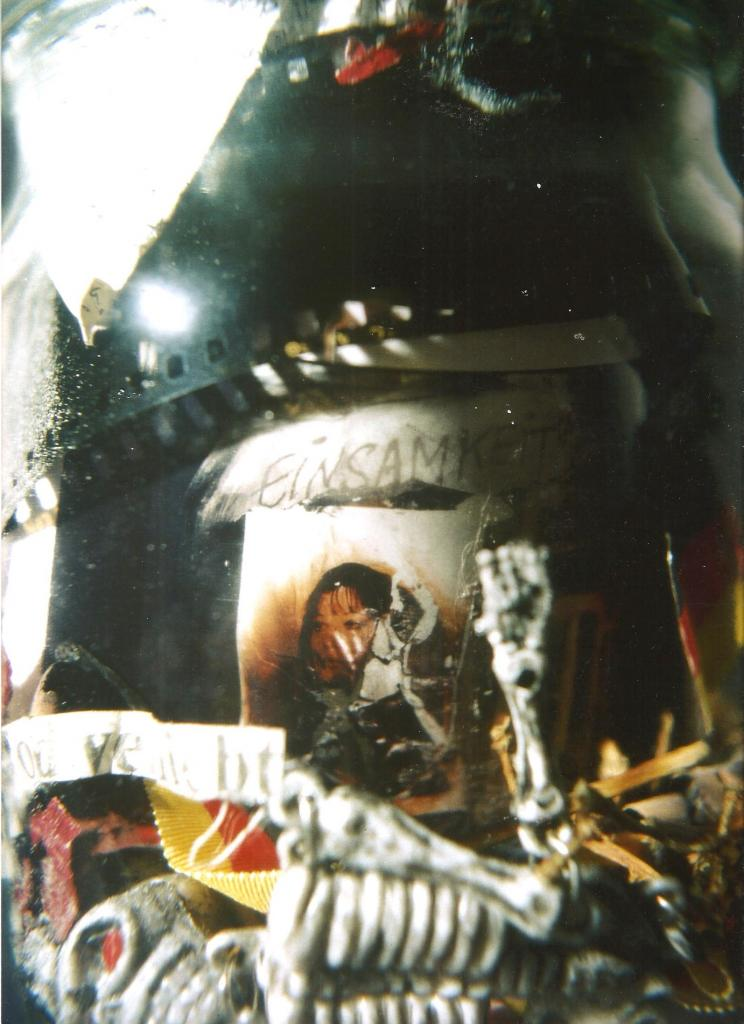
Mein Tod
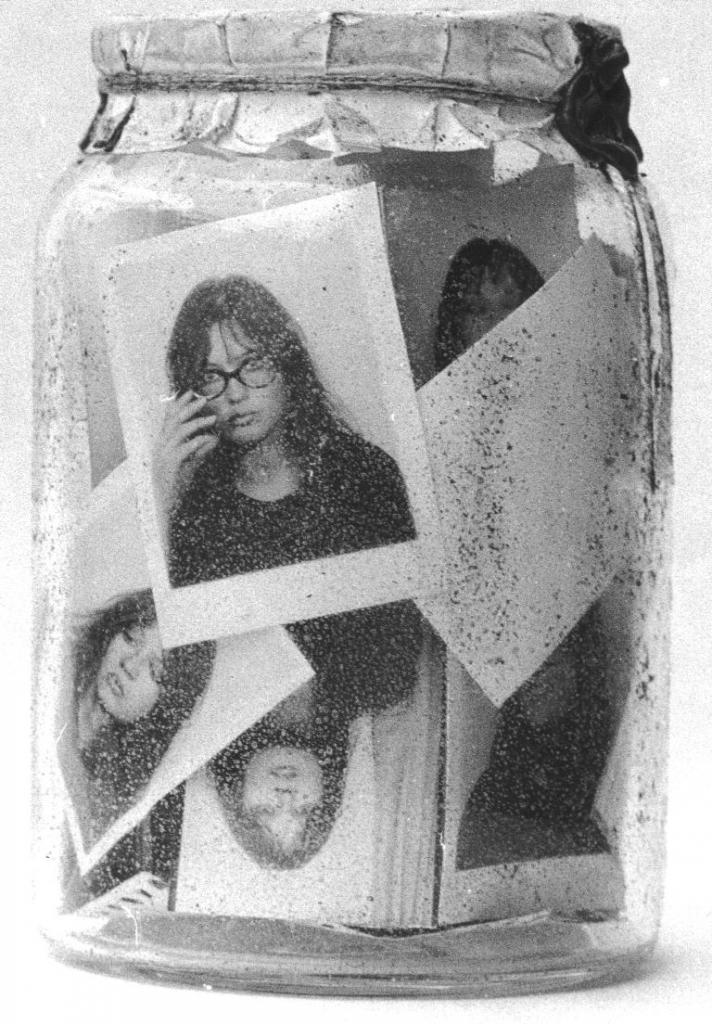
Porträt Nicole im Glas

## Ausstellungen (Auswahl)

### Einzelausstellungen

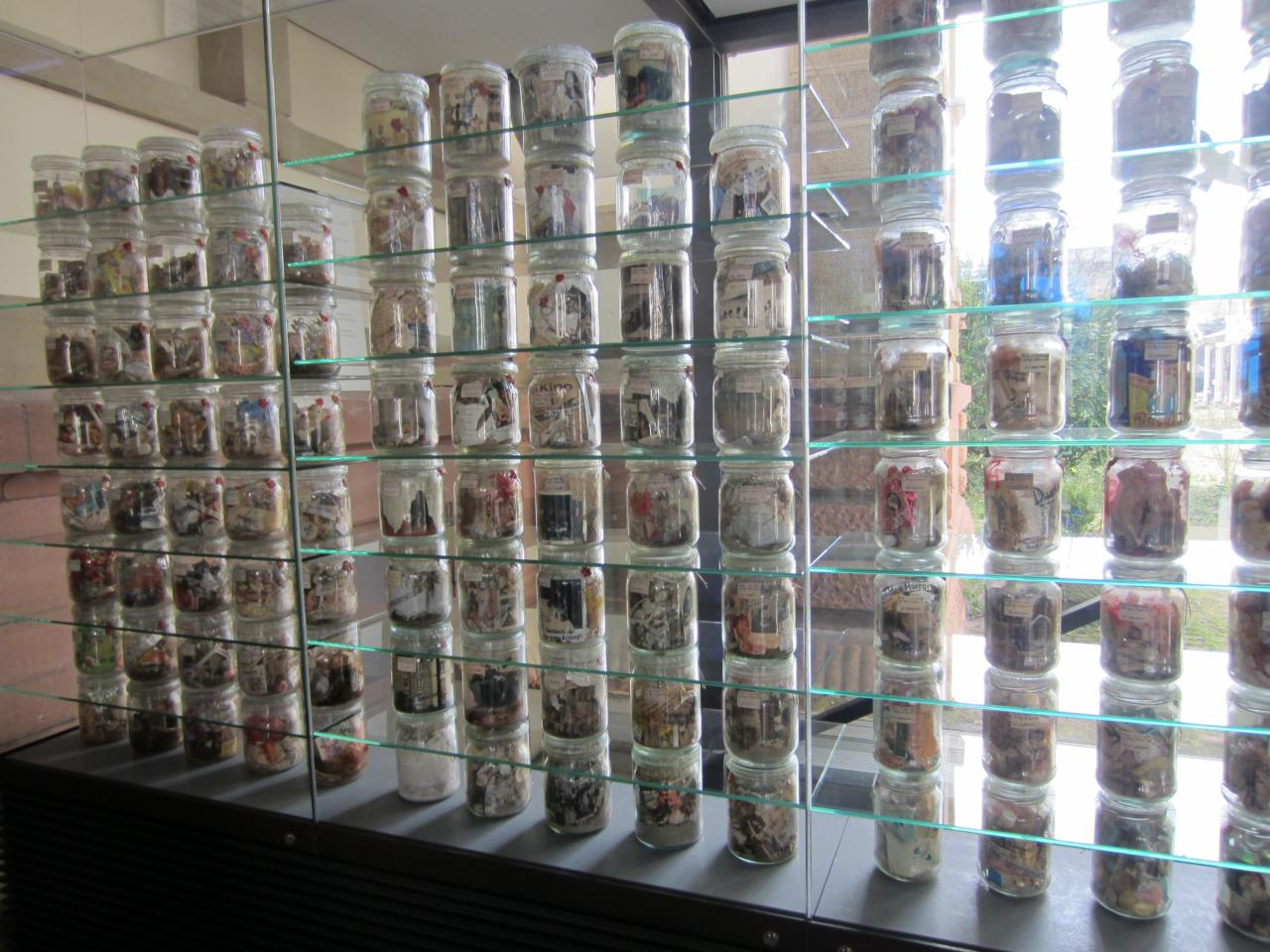
Werden I in der Sammlung Prinzhorn

- 1978: Die Welt im Einmachglas. Galerie auf der Treppe, Frankfurt-Oberursel
- 1989: Werden I. Galerie Lydia Megert, Bern
- 1990: Werden II. Kunst-Raum, Frankfurt-Höchst
- 1993: Transit. Galerie Transit, Straßburg
- 1995: Vorübergehender Aufenthalt. Ultimate Academy, Köln
- 1998: Le monde en bocal. (Die Welt im Einmachglas). Mit Marie Pittroff, Galerie Peter Herrmann, Stuttgart
- 2004: Oran – Alger – Constantine. Mit Louzla Darabi und Samta Benyahia, Galerie Peter Herrmann, Berlin
- 2005: Passages. Galerie Cornelissen, Wiesbaden
- 2009: Archäologie des Erinnerns. Galerie Peter Herrmann, Berlin[8]

### Gemeinschaftsausstellungen
- 1978: Junge Kunst in Hessen. Goldhalle Funkhaus am Dornbusch, Frankfurt[15]
- 1993: Borderlines. Deutsche Fototage, Museum für Kommunikation Frankfurt
- 1993: Inbetween. XLV Biennale di Venezia, Türkischer Pavillon
- 1994: Grenzenlos / Zeitgenössische Kunst im Exil. Nassauischer Kunstverein Wiesbaden
- 1995: Inbetween. Haus der Kulturen der Welt, Berlin
- 1999: Kunstverein Galerie im Thalhaus, Wiesbaden
- 2000: ALIce in Landing. Neuer Kunstverein Aschaffenburg
- 2002: Afrika ist im Kommen. Paul-Löbe-Haus, Berlin
- 2003: Flüchtige Verfestigung. Goldhalle Funkhaus am Dornbusch, Frankfurt[15]
- 2004: L'Afrique à venir. Acht Künstlerinnen und Künstler aus Afrika, u. a. mit Sokari Douglas Camp, Pascale Marthine Tayou, Jürgen Schadeberg, Nelson Mandela. Galerie Waschhaus, Potsdam / Kunsthalle Kühlungsborn[16]
- 2006: AFRICOME. Vier afrikanische Künstlerinnen, mit Louzla Darabi, Sokari Douglas Camp, Wok Marcia Kure. Neue Galerie Landshut, Mühleninsel Landshut[17]
- 2006: Afrika. Kunsthaus Viernheim des Kunstverein Viernheim
- 2006: Weltanschauung. Goethe-Institut Palermo[8]
- 2012: Flying. Künstlerhaus Bethanien, Berlin[18]
- 2021: Ersatzkunst. Die Wüsten-Jahre 1975–1985. Ausstellungshalle 1a, Frankfurt[19]

## Veröffentlichungen
- Algérie 1962. Journal de l'Apocalypse / Tagebuch der Apokalypse. Zweisprachige Ausgabe (französisch/deutsch). Edition Atlantis, Friedberg 2013, ISBN 978-3-932711-36-7.
- Deux enfants dans la guerre: 1954-1962 (Zwei Kinder im Krieg). Texte von Gérard Cortés Crespo, Illustrationen von Nicole Guiraud, Editions de l'Onde, 2018, ISBN 978-2-37158-097-8.